# Музей сера Джона Соуна
Музе́й се́ра Джо́на Со́уна (англ. Sir John Soane's Museum) — меморіальний і художній музей в Лондоні (Велика Британія), розташований у будинку відомого архітектора і збирача старожитностей Джона Соуна. Заснований фактично в 1833 році, відкритий для відвідування в 1837 році. В музеї зберігаються творчий доробок Джона Соуна у вигляді креслень, а також велика кількість художніх творів і предметів старовини.

## Історія

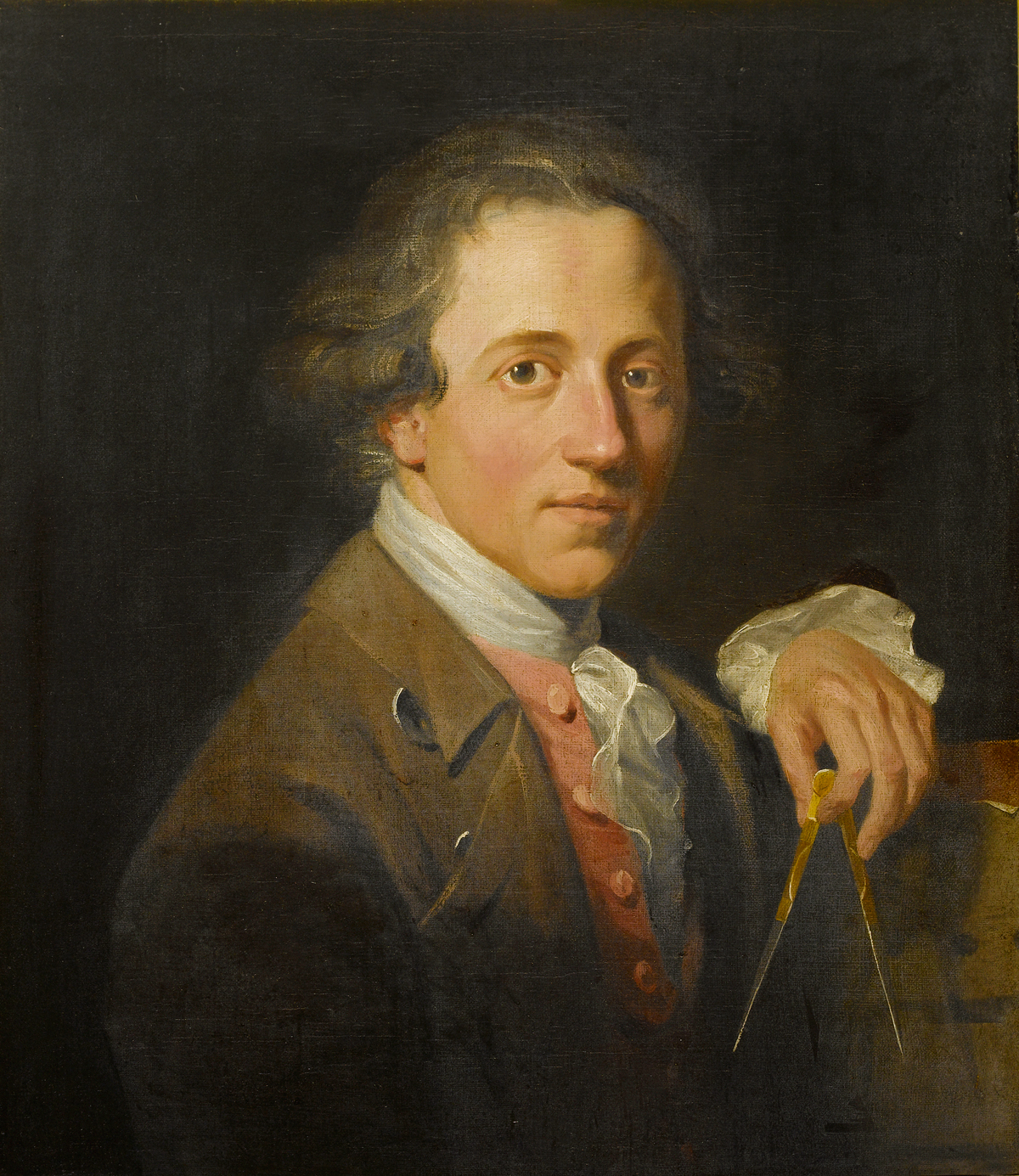
Сер Джон Соун

Сер Джон Соун був талановитим і успішним архітектором, який спроектував велику кількість неокласичних будівель у столиці Британської імперії, в тому числі і головне представництво Банку Англії.
Він зруйнував і заново звів три будинки неподалік від Лінкольнс-Інн-Філдс. Роботу було розпочато в 1792 році з будинку № 12, відбудова якого завершилась в 1794 році, — ця будівля спочатку слугувала йому за житло.
Після того, як сер Джон Соун отримав звання професора архітектури в Королівській академії (1806 р.), він вирішив відкрити студентам доступ до своєї колекції книг й архітектурних моделей. З цією метою він придбав в 1807 році сусідній будинок № 13 і реконструював його у два етапи — в 1808—1809 та 1812 роках. На першому етапі на місці колишньої стайні звели конструкторське бюро з верхнім освітленням, на другому — оздобили центральну частину фасаду портлендським каменем, створили на другому поверсі три аркатурних лоджії. Джон Соун здав в оренду будинок № 12 і переїхав до реконструйованої будівлі. Втім невеликі перебудови в домі № 13 не припинялися і надалі, оскільки господар розглядав його як творчу майстерню.
Робота над останнім будинком № 14 завершилась в 1823—1824 роках. Колишня стайня цієї будівлі перетворилася на картинну галерею.
Архітектор був вже у похилому віці, тому роздумував над тим, кому довірити своє надбання. Передавати майно синові Джорджу він не схотів, тому що єдиний нащадок мав безліч боргів і оженився без дозволу батька. Щоб запобігти небажаному успадкуванню майна сином, сер Джон Соун звернувся в 1833 році до Парламенту, який видав приватний акт. Згідно цього документу, після смерті архітектора його житло і колекція переходили під управління Ради піклувальників, яка зобов'язувалася зберегти їх у вигляді, максимально наближеному до того, який вони мали за життя власника.
До 1947 року Рада піклувальників була незалежною, а комплекс будівель утримувався виключно на пожертви. З 1947 року Музей сера Джона Соуна отримує річну субвенцію від британського уряду. Незважаючи на те, що куратори музею намагалися виконати волю засновника, дрібних змін уникнути не вдалося. З 1988 по 2005 рік тривали роботи з відновлення вітальні, гардеробу, кабінету, зокрема були відтворені оригінальні кольори цих приміщень. В планах керівництва закладу також відкрити для відвідувачів апартаменти Джона Соуна на другому поверсі.

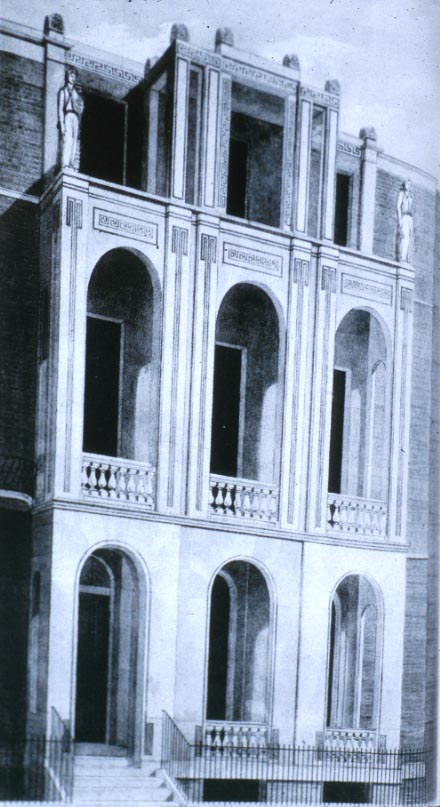
Оригінальний вигляд фасаду в 1812 р.
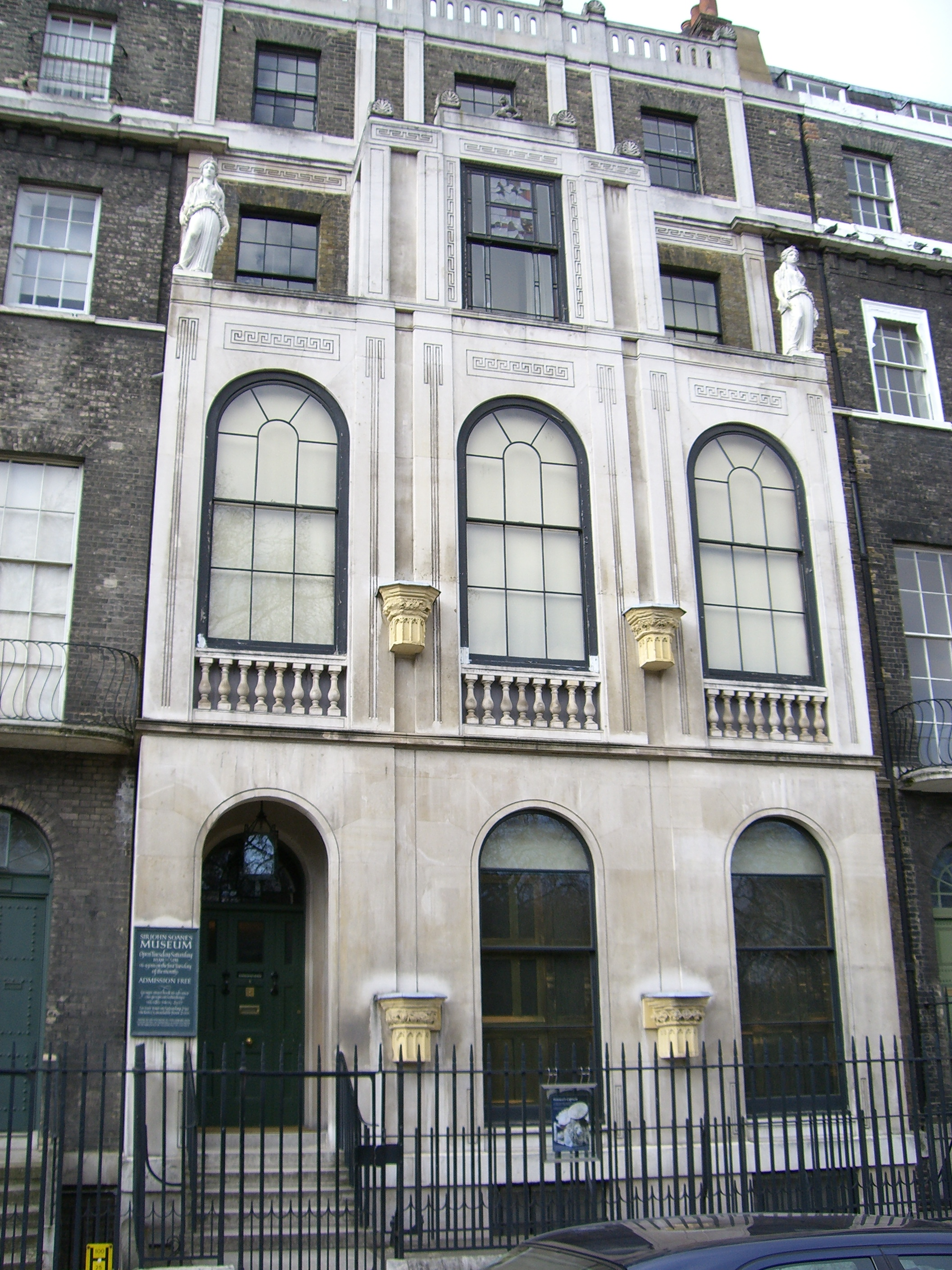
Сучасний вигляд фасаду
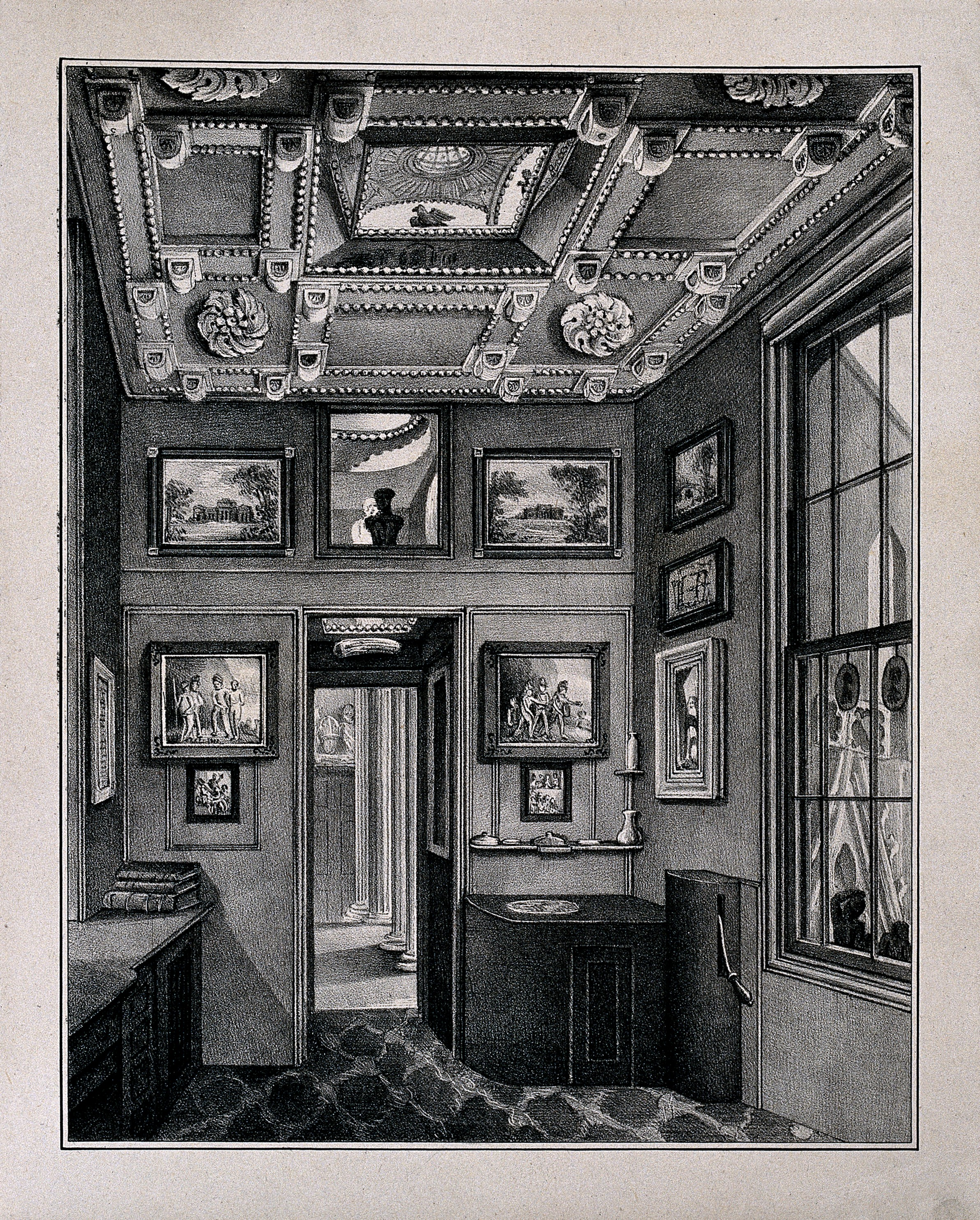
Гардероб
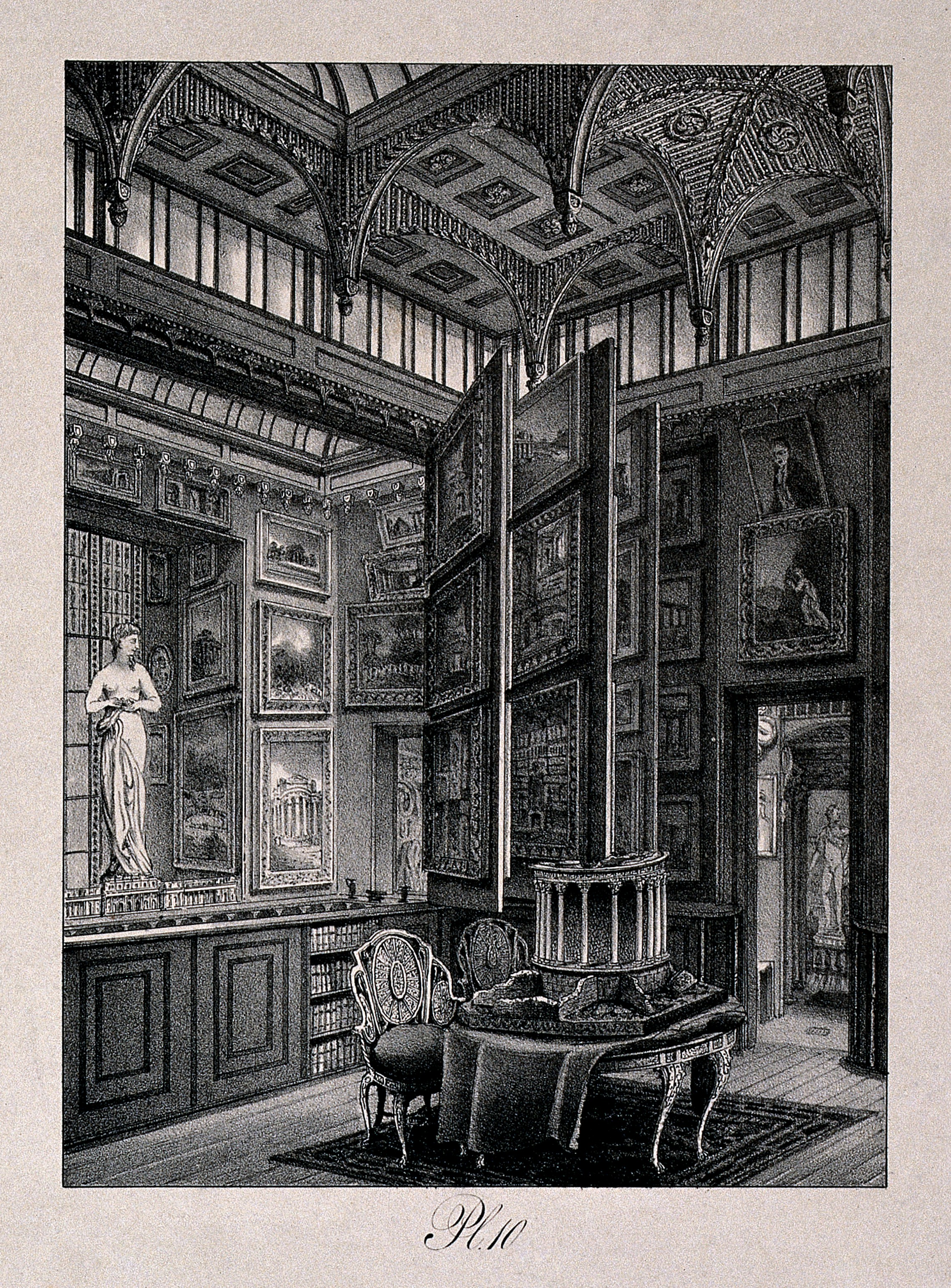
Картинна галерея
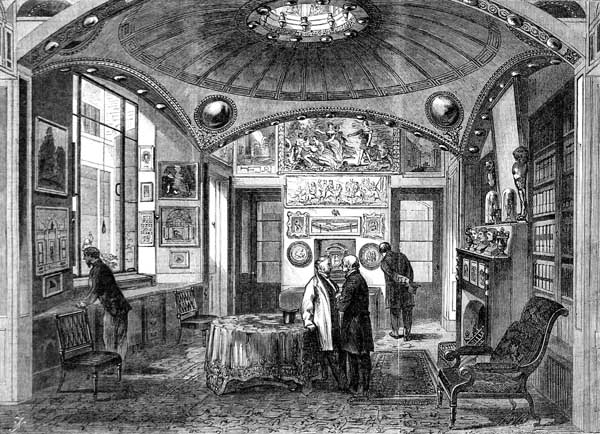
Кімната для сніданку
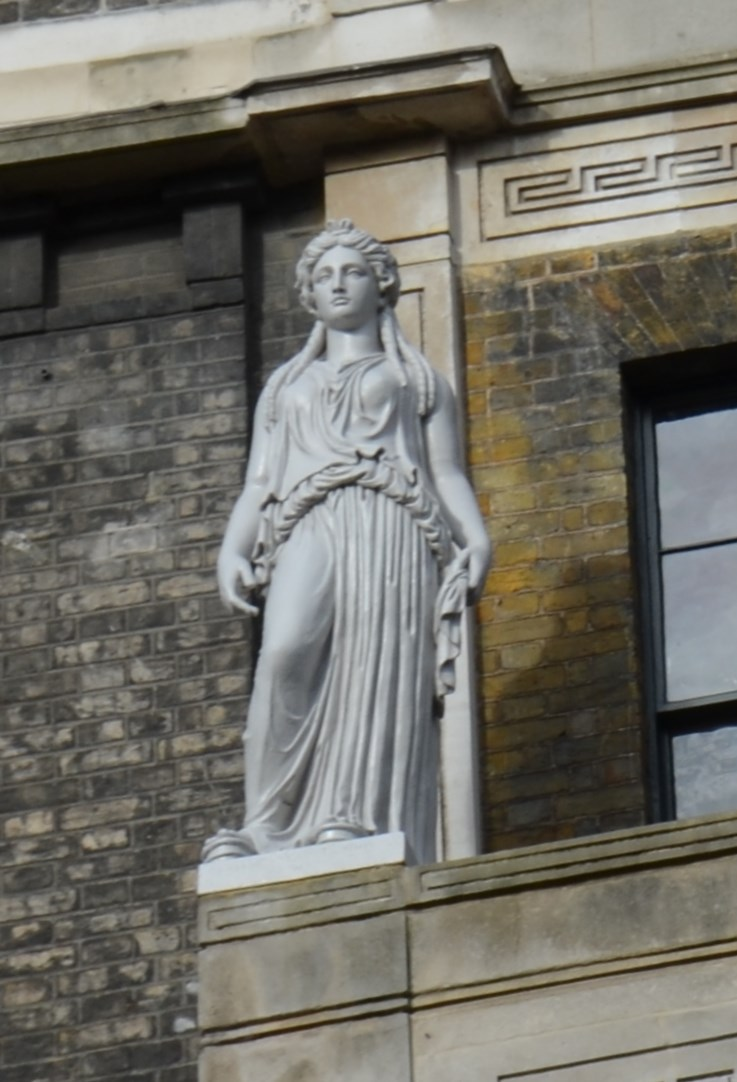
Статуя на фасаді музею

## Колекція

### Старожитності

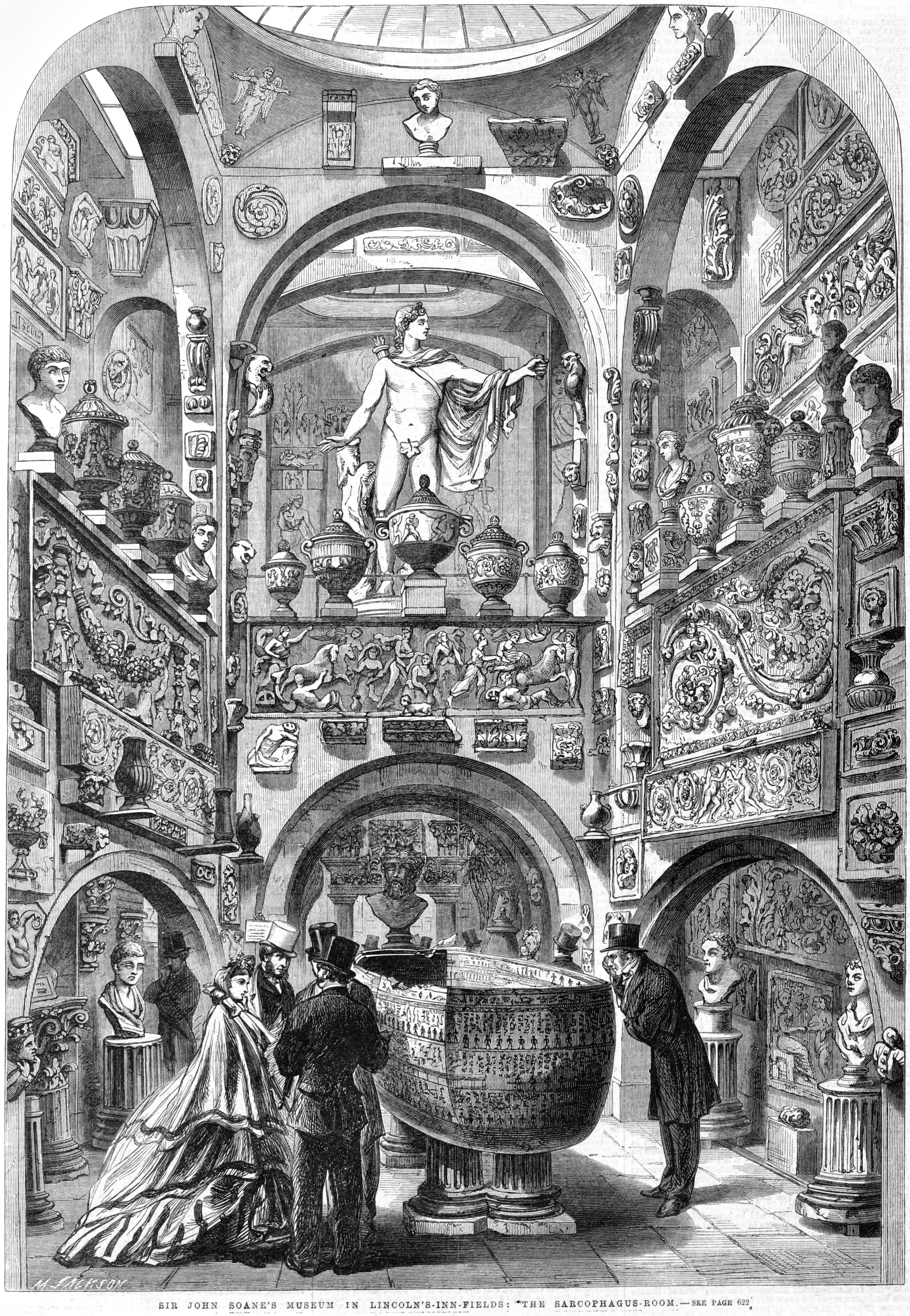
Саркофаг Сеті I (Illustrated London News, 1864)

Сер Джон Соун був великим поціновувачем мистецтва Стародавнього Єгипту, Греції та Риму. Його колекція старожитностей нараховує понад 700 експонатів, серед яких можна побачити зокрема такі:
- архітектурні фрагменти: фризи, пілястри, колони, карнизи, лиштви, рельєфні панелі;
- предмети декоративно-ужиткового мистецтва: фонтани, меблі, канделябри, вівтарі, саркофаги, поховальні урни, вази;
- скульптури: давньогрецькі й римські копії, погруддя, уламки статуй, теракота і мозаїки.

Серед найбільш цінних експонатів слід зазначити колекцію єгипетських ієрогліфів, придбану в 1824 році за 2000 фунтів стерлінгів, та алебастровий саркофаг фараона Сеті I, придбаний у 1825 році. Купівля останнього шедевру стала подією у світському житті Лондона. Саркофаг протягом трьох діб демонструвався у підвальному приміщенні будинку, освітленому сотнею свічок. На його оглядини запросили 890 осіб, серед яких були представники шляхти, англійські високопосадовці та іноземні сановники.
Менш значущі старожитності пізніших періодів. До них належать архітектурні фрагменти Старого Вестмінстерського палацу (придбані 1834 року), перуанська і китайська кераміка, оздоблені слоновою кісткою стіл і стільці, що належали Тіпу Султану, годинники, вітражі, статуетки, неокласичні скульптури.

### Картини

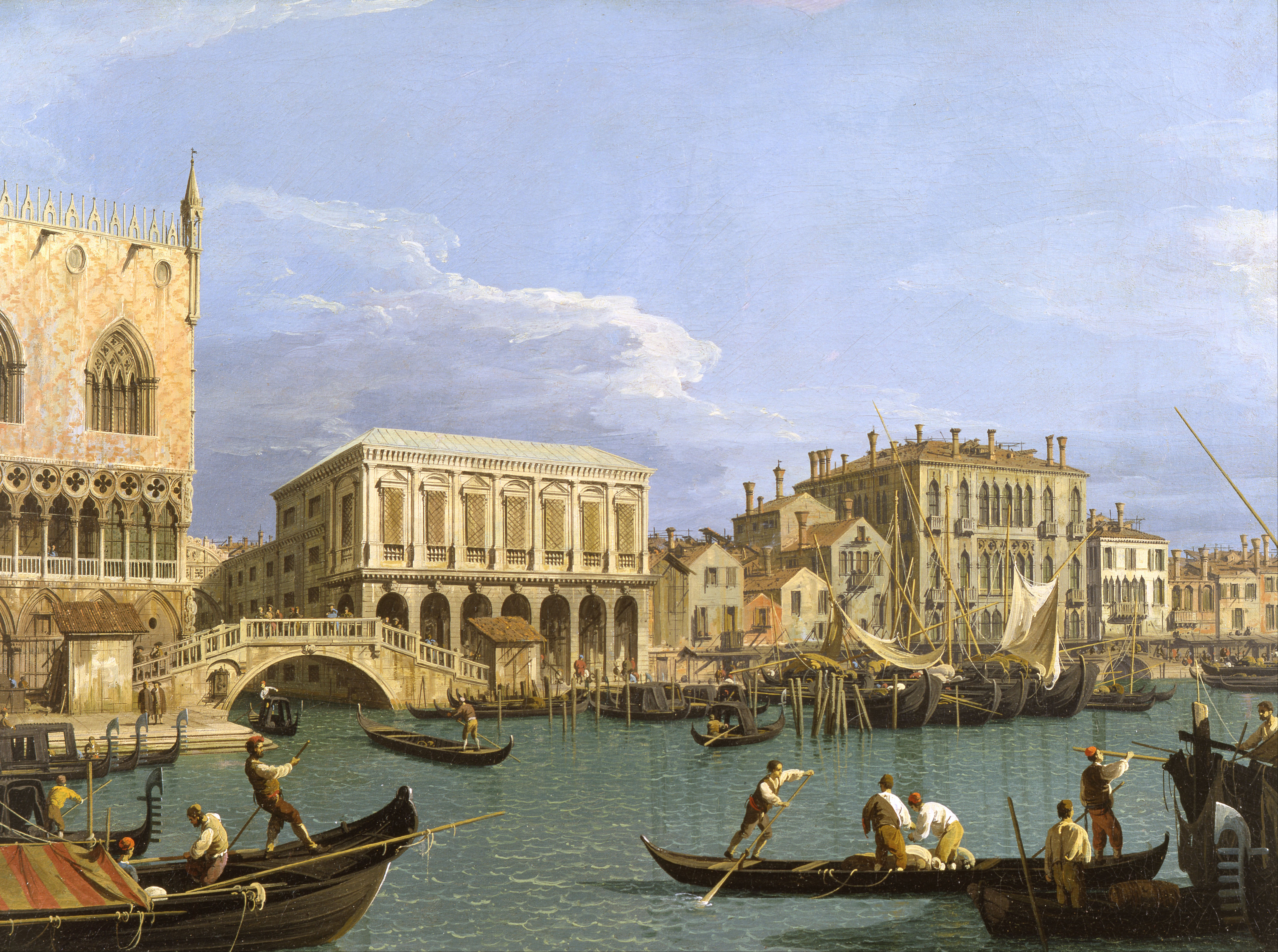
«Вид на Ріва дельї Ск'явоне», Каналетто

В 1820-1830-х роках сер Джон Соун збирав твори сучасних йому художників, частина з яких була створена на замовлення спеціально з метою розвитку англійського мистецтва. Хоча в цілому художня колекція поступається розмірами збірці старожитностей, в ній знаходяться декілька цінних експонатів. Зокрема до них належать три картини Каналетто, дві серії картин Вільяма Хогарта, три картини Вільяма Тернера, 15 малюнків Джованні Баттіста Піранезі, поодинокі твори Антуана Ватто і Джошуа Рейнольдса.
Серед експонованих картин переважають твори історичного і шекспірівського жанру, є рідкісний портрет Наполеона. Крім того, в Музеї сера Джона Соуна можна побачити портрети засновника і його дружини, намальовані, відповідно, Томасом Лоуренсом і Джоном Флаксманом.

### Архітектурні креслення і моделі

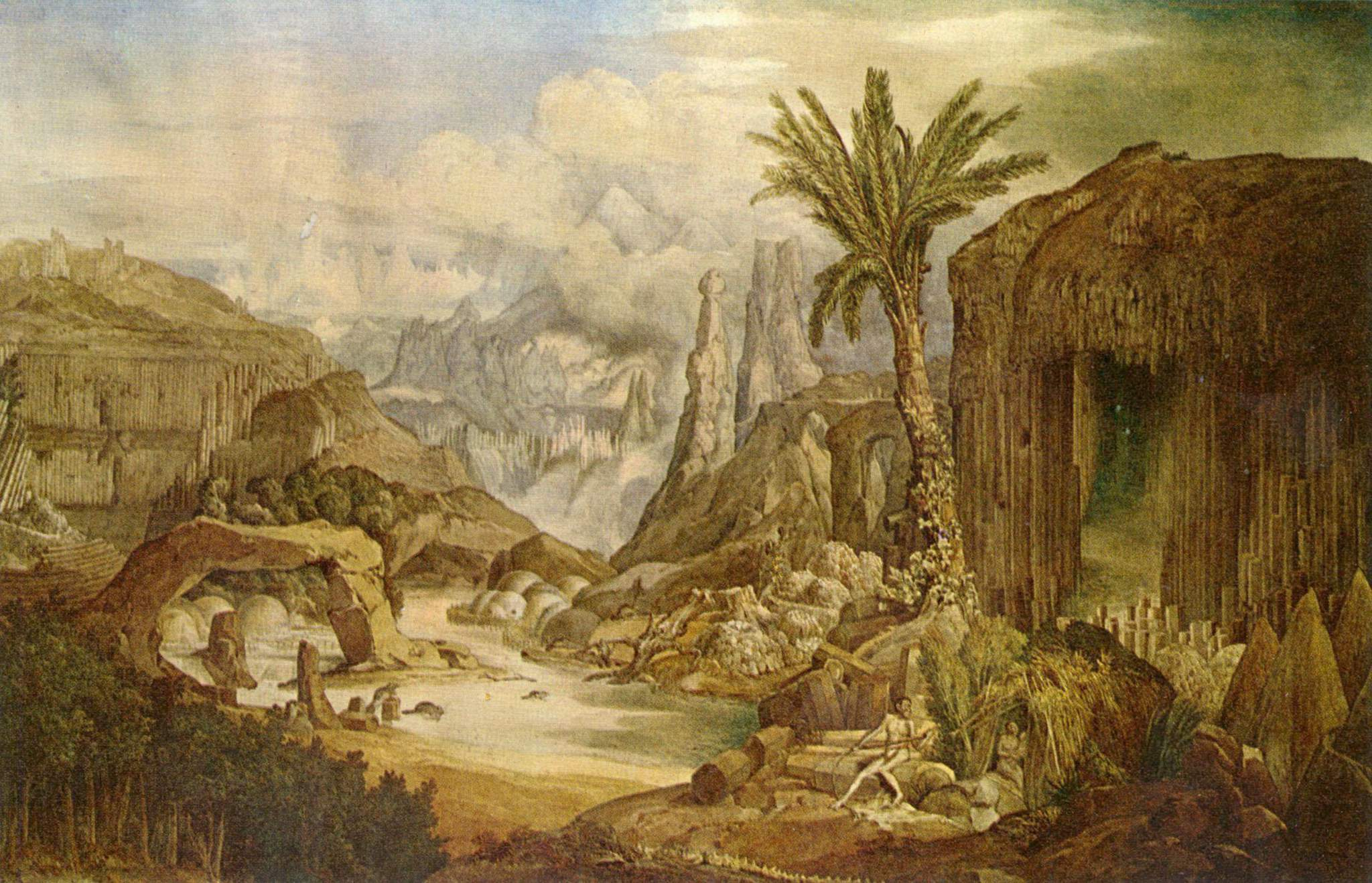
«Походження архітектури», Джозеф Ґанді

Оскільки власник будинку був видатним архітектором, його творчий доробок має самостійну художньо-історичну цінність. Музей зберігає 30 000 креслень, частина з яких належить самому Джону Соуну, а частина являє собою рідкісні збірки креслень єлизаветинської епохи. Тут можна побачити унікальні малюнки й архітектурні плани Джорджо Вазарі, Крістофера Рена, Карло Фонтана.
Серед 252 архітектурних моделей 118 ілюструють будівлі Джона Соуна (в тому числі 44 — Банк Англії), 34 відтворюють будівлі Давньої Греції і Риму: Пантеон, Мавзолей у Галікарнасі, храм Вести в Тіволі, Башту вітрів, Ерехтейон тощо.

### Бібліотека

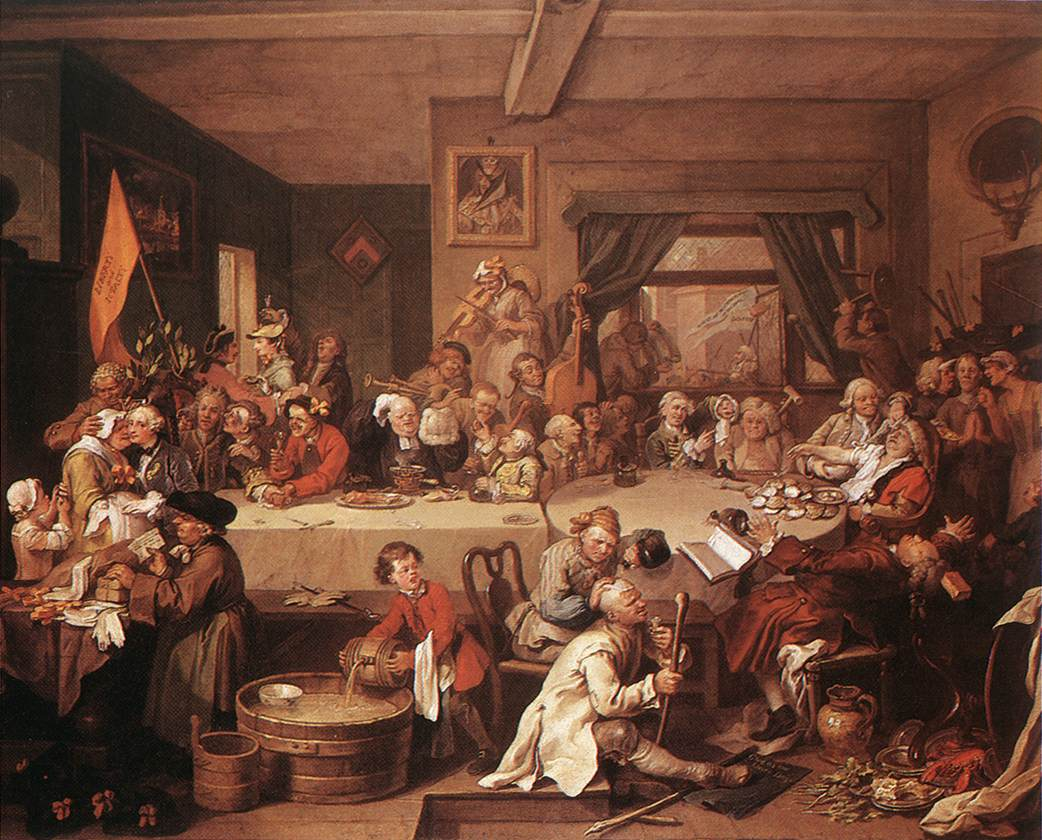
«Передвиборчий бенкет», Вільям Хогарт

Зібрання книг розташоване у сусідньому з № 13 будинку. Колекція належала особисто Джону Соуну, тому відображає коло його професійних зацікавлень. Бібліотека містить 6 000 томів архітектурних видань XIX сторіччя, а також художні, релігійні, кулінарні, садівничі, туристичні книги. Працівниками музею збережені навіть книжкові каталоги, квитанції, списки і проспекти, якими користувався сер Джон Соун за життя.
Наразі доступ до бібліотеки відвідувачам закритий, проте укладається повний каталог книг, що у ній містяться, планується відкрити до нього доступ в онлайн-режимі. До того ж 30 000 креслень доступні на мікрофільмах.

## Послуги музею
В Музеї сера Джона Соуна проводять від однієї до п'яти тимчасових тематичних виставок щороку, а також щоденні екскурсії. Базові послуги — відвідання основної експозиції та виставок — є безкоштовними, хоча адміністрація заохочує туристів до благодійних пожертв; екскурсії проводяться за окрему платню. На персональне замовлення можливо проведення екскурсій у позаробочий час.
Оскільки стара будівля не вміщує велику кількість відвідувачів, доступ до приміщень музею регулюється. Через це на вулиці практично завжди можна побачити чергу. З цієї ж причини кількість туристів в екскурсійній групі не повинна перевищувати 15 осіб.
З метою збереження автентичної атмосфери освітлення в музеї тьмяне, відсутнє звичайне для таких місць кафе. Проте, музей надає купони на знижку, які можна використати у найближчих закладах харчування на Лінкольнс-Інн-Філдс. Крім того, ввечері кожного першого вівторка місяця Музей сера Джона Соуна можна відвідати при свічках (18.00-21.00). Цей захід надзвичайно популярний у лондонців і гостей міста, тому в такі дні черги до музею особливо великі (бронювання квитків принципово відсутнє).

## Цікавий факт
В своєму будинку Джон Соун спланував унікальну галерею з рухливими панелями, які повертаються наче велетенські дверцята шафи. Це дозволило розмістити в галереї втричі більше експонатів, ніж це зазвичай можливо в приміщеннях подібного розміру.